# Live (álbum de JJ Cale)
Live es el primer álbum en directo del músico estadounidense JJ Cale, publicado por la compañía discográfica Back Porch en junio de 2001. El álbum recoge grabaciones en directo realizadas en diferentes conciertos entre 1990 y 1996.

## Lista de canciones
Todas las canciones escritas y compuestas por JJ Cale excepto donde se anota. 
| N.º | Título               | Escritor(es)       | Duración |  |
| 1.  | «After Midnight»     |                    | 3:01     |  |
| 2.  | «Old Man»            |                    | 2:49     |  |
| 3.  | «Call Me the Breeze» |                    | 5:34     |  |
| 4.  | «Sensitive Kid»      |                    | 4:05     |  |
| 5.  | «Cocaine»            |                    | 3:06     |  |
| 6.  | «Money Talks»        | Christine Lakeland | 4:31     |  |
| 7.  | «River Boat Song»    |                    | 3:08     |  |
| 8.  | «Living Here Too»    |                    | 3:31     |  |
| 9.  | «Mama Don't»         |                    | 4:30     |  |
| 10. | «People Lie»         |                    | 3:00     |  |
| 11. | «Humdinger»          |                    | 4:24     |  |
| 12. | «Thirteen Days»      |                    | 3:29     |  |
| 13. | «Magnolia»           |                    | 3:01     |  |
| 14. | «Ride Mee High»      |                    | 5:49     |  |

## Personal
- JJ Cale: voz y guitarra
- Bill Raffensperger: bajo
- Doug Belli: bajo
- Tim Drummond: bajo
- James Cruce: batería y percusión
- Jim Karstein: batería y percusión
- Christine Lakeland: coros
- Jimmy Gordon: armónica
- Spooner Oldham: teclados
- Steve Douglas: saxofón